# フォード・フォード60馬力V8
フォード60馬力V8 (Ford 60-horsepower (60 H.P., 60 hp) V-8, ふぉおど60ばりきぶいえいと) は、フォード・モーターが1935年から製造していた自動車用の小型V型8気筒エンジンである。
記事内で「フォード・モーター」と記述する場合は製造者を指し、「フォード」と記述する場合はフォード・モーター内のフォード部門またはフォードのメイクを冠した自動車を指す。

## 概要

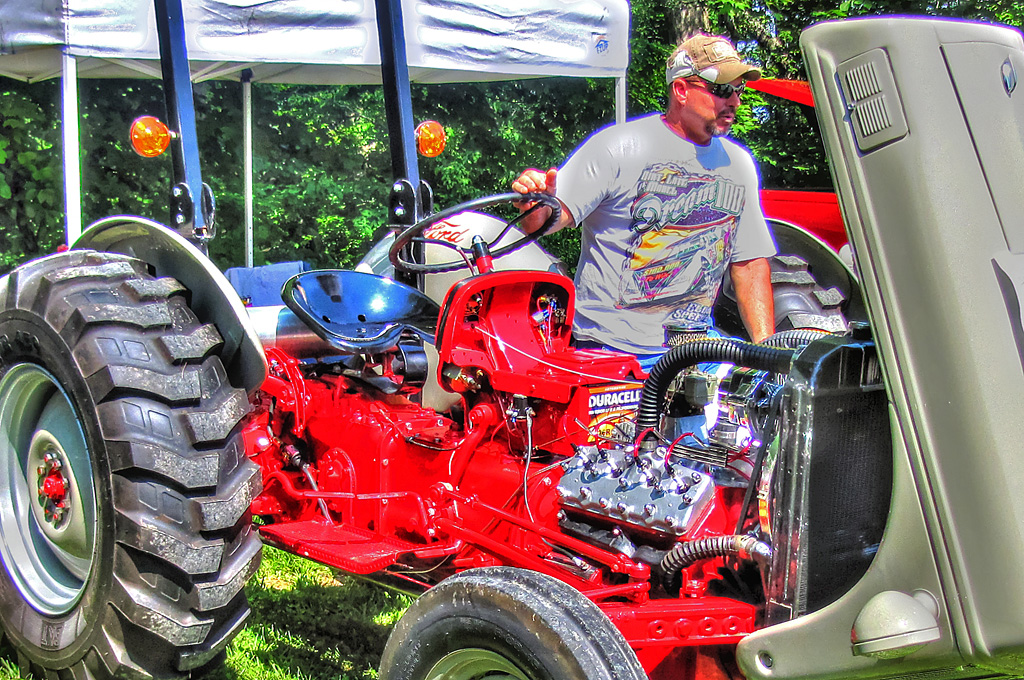
換装されてトラクターのエンジンとなっているフォード60馬力V8

1920年代からフォード大衆車の主力機であった「L」ヘッド4気筒エンジンの代替機として、1934年に実用化された。英国の自動車税法に即して開発した経緯から製造は英国とフランスの現地工場で先行したが、問題点が多く3,300機程度を製造するにとどまった。そこで、再開発により信頼性を高め、1936年11月 (1937型式年度) に改めて実用化された。同時に米国でも軽量なエコノミーエンジンとして市場投入された。
フォード・モーターの主力機である成功作のフォードV8 (総排気量3.62リットル (L)) の設計を縮小して開発されているため、構造と機構は酷似しているが、ボアピッチ、ブロックハイトいずれも異なり、汎用部品を除いて共通部位はほとんどない。総排気量は2.23 Lであり、8気筒エンジンとしては非常に小型の部類である。キャブレターはストロンバーグまたはチャンドラーグローブズの2バレルが用いられている。

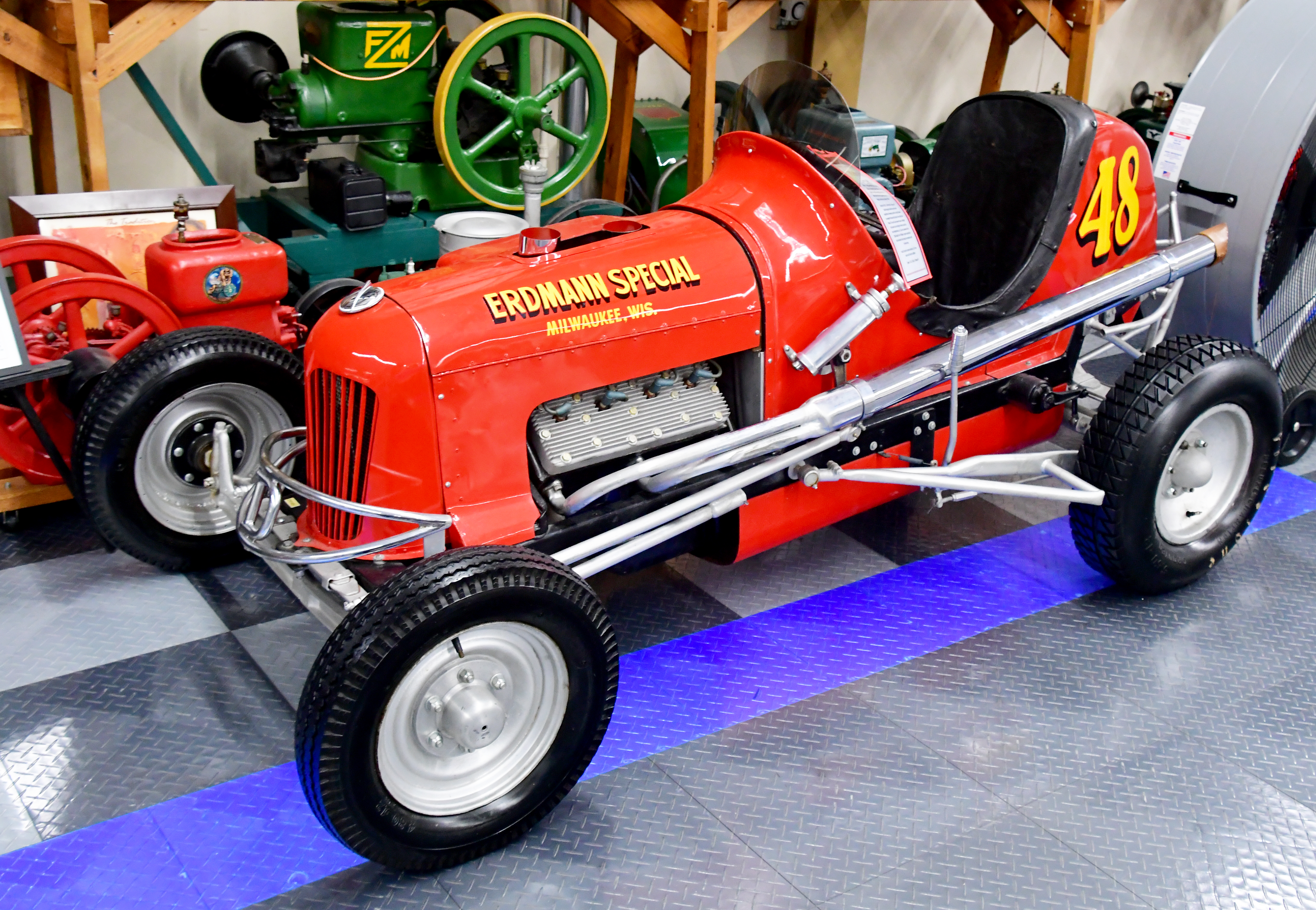
1941年のミジェットカー

軽量であるため、従来のフォード85馬力V8に比較して燃料消費率は優れているが、大型車が多い米国では馬力不足からあまり好まれず、1940年に製造終了し、直列6気筒のフォードシックス (Ford Six) に代替された。ただし、フォード・フランスは暫く製造を続け、シムカに買収された後もそれは続いた。また、米国ではミジェットカー用のエンジンとして重宝された。
| サイクル                    | オットーサイクル                                                |
| シリンダーブロック形式      | 90度V型8気筒3ベアリング                                         |
| 吸排気バルブ機構            | サイドバルブ、ターンフロー2バルブ                               |
| クランクシャフト形式        | 一体式クロスプレーン                                            |
| 潤滑方式                    | ウェットサンプ                                                  |
| 冷却方式                    | 加圧水強制循環式水冷                                            |
| 燃料                        | ガソリン                                                        |
| 総排気量                    | 135.9立方インチ (2,227立方センチメートル)                       |
| シリンダー内径×ピストン行程 | 2.6インチ (6.60センチメートル (cm)) ×3.2インチ (8.13 cm)        |
| 圧縮比                      | 6.6: 1                                                          |
| 最高出力                    | 60英馬力 (45キロワット) @ 3,500回転毎分 (rpm) グロス            |
| 最大トルク                  | 94重量ポンドフィート (127ニュートンメートル) @ 2,500 rpm グロス |